# Mario Gigliucci
Mario Gigliucci (Fermo, 19 novembre 1847 – Firenze, 13 gennaio 1937) è stato un patriota, ingegnere e imprenditore italiano.

## Biografia
Nato da nobile famiglia marchigiana, fu figlio del  conte e senatore Giovanni Battista Gigliucci e della soprano di origini inglesi Clara Novello.
Frequentò un collegio militare, ma nel 1866 abbandonò gli studi per aderire alle idee garibaldine nella Terza guerra d'indipendenza. Frequentò quindi l'università di Bologna, seguendo un corso di studi scientifici. Per lavoro o per diletto aristocratico, viaggiò in Italia e in Inghilterra. A Londra conobbe la sua futura moglie, Edith Margaret Mozley, sposata nel 1875. Dal 1873 al 1875 lavorò per una compagnia mineraria in Sardegna. Dal 1875 al 1878 Mario e Edith risiededdeto nella Villa Vigoni a Laveno, sul lago Maggiore, dove Mario lavorava come ingegnere minerario. Nel 1879 si trasferì con il fratello Giovanni a Firenze.
Nel 1886 si trasferì a Villa Romana, fino alla costruzione, cinque anni dopo, di Villa Rossa, edificata in stile eclettico, appena fuori le vecchie mura e curandone personalmente i disegni.
Mario Gigliucci del Circolo degli artisti fiorentini. Fu tra i fondatori nel 1898 della prima squadra di calcio cittadina (Florence Football Club 1898), che praticava il football.
Allo scoppio della prima guerra mondiale le due abitazioni dei Gigliucci a Firenze diventarono sedi di istituti culturali: Villa Romana divenne colonia per artisti tedeschi; Villa Rossa dal 1959 ospita la sede della Università di Syracuse di New York.
Mario Gigliucci è stato anche un industriale di stampo liberale e partecipò alla fondazione di una importante industria, la Magona d'Italia.
Ebbe tre figli da Edith Margaret Mozley: Nerina, Donatello e Bona.